# ヒサクニヒコ
ヒサ クニヒコ（1944年2月3日 - ）は、日本の漫画家、イラストレーター、恐竜研究家。本名、久 邦彦（読み同じ）。東京都出身。神奈川県横浜市在住。
慶應義塾普通部、慶應義塾高等学校、慶應義塾大学法学部法律学科卒業。息子は漫画家の久正人、義弟（妹の夫）はイラストレーターの小林弘隆。
1972年に『戦争 漫画太平洋戦史』で第18回文藝春秋漫画賞受賞。2018年に『世界恐竜発見地図』で第65回産経児童出版文化賞フジテレビ賞受賞。
恐竜研究家としても有名で、恐竜関係の本を多数執筆している他、博物館等での講演会講師として活動している。過去には、鉄道関連の書物も著している。趣味でプラモデルを多数所持しており、タミヤのプラモデル「恐竜世界シリーズ」の監修を手がけ、同シリーズには恐竜と同スケール（1/35）のヒサのフィギュアが付属する。
日本漫画家協会の参与を務めている。

## 主な作品
- 恐竜の世界（1986年）
- 世界恐竜図鑑（1997年）
- サファリへ行こう（1998年）
- 日本の恐竜（2005年）
- 国鉄あちこち体験記（1986年）
- ボクの鉄道あれこれ学（1994年）
- ボクの飛行機あれこれ学（1993年）

## 連載
- 私立探偵ハリー - コンバットマガジンに連載された小説。イラストも描く。

## 出演

### 映画
- ゴジラvsメカゴジラ（1993年） - Gフォース幹部[1]。助監督の三好邦夫が慶大漫画研究会の後輩という縁で出演。
- ゴジラvsデストロイア（1995年） - 地球環境学者[1]

### テレビ
- 業界トップニュース（2012年9月1日、テレビ朝日）
- お笑いマンガ道場（中京テレビ） - 鈴木義司が欠席時のピンチヒッターとして。

## その他
- ビジュアル防衛読本（1984年） - 防衛庁の広報用小冊子。表紙を含む多数のイラストを描く。

## 関連人物
- 寺村輝夫 - 寺村の著作で比較的多く挿絵を担当している。